# Ferdinand Anton von Fürstenberg

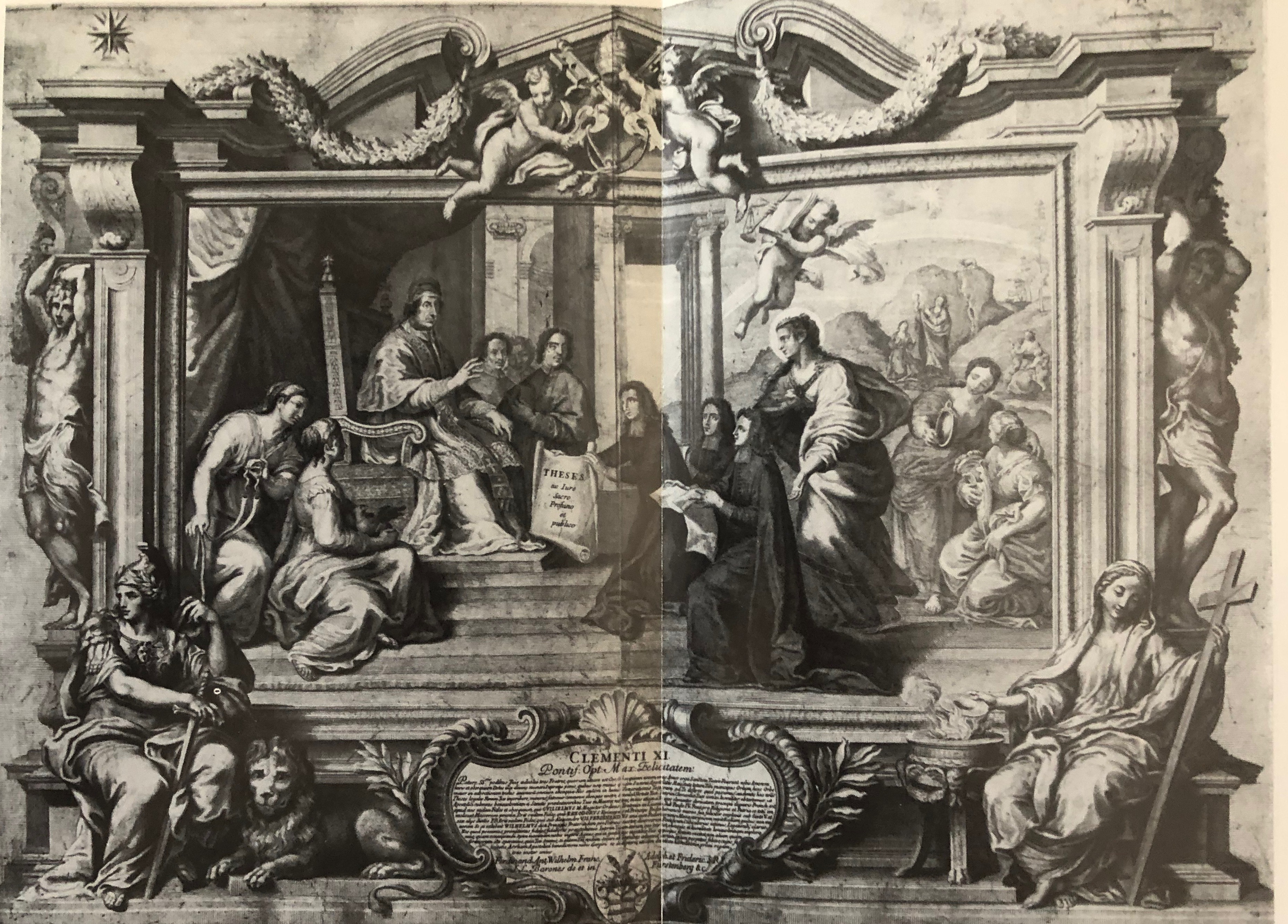
Die Domherren Ferdinand Anton, Wilhelm Franz Adolf und Friedrich von Fürstenberg überreichen Papst Clemens XI. ihre Thesen

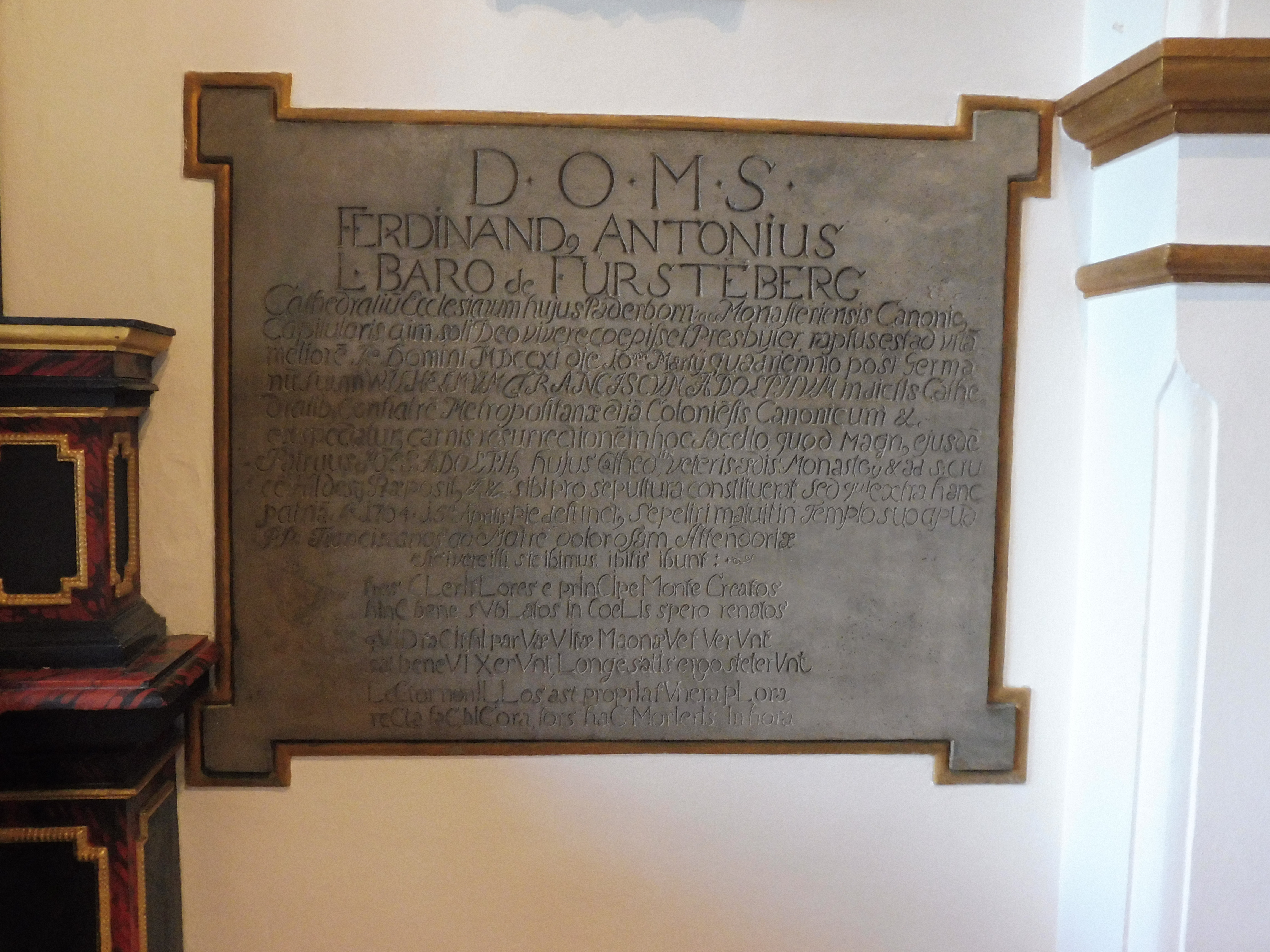
Inschrift in der Engelkapelle des Paderborner Doms

Ferdinand Anton Freiherr von Fürstenberg (* 31. Juli 1683; † 10. März 1711 in Paderborn) war Domherr in Münster und Paderborn.

## Leben

### Herkunft und Familie
Ferdinand Anton von Fürstenberg war Sohn von Ferdinand von Fürstenberg und seiner Gemahlin Maria Theresia von Westphalen zu Laer und entstammte damit dem Adelsgeschlecht von Fürstenberg, einem der ältesten und bedeutendsten Westfalens. Zahlreiche namhafte Persönlichkeiten aus Kirche und Staat sind aus dem Familienstamm hervorgegangen. Einer der bedeutendsten Vertreter der Familie war der Fürstbischof Ferdinand von Fürstenberg. Ferdinand Anton hatte acht Brüder und sieben Schwestern, von denen allerdings viele einen frühen Kindstod fanden. Sein Bruder Christian Franz (1689–1755) war Mitglied des Reichshofrats und Erbdroste, Wilhelm Franz (1684–1707), Hugo Franz (1692–1755), Friedrich Christian (1700–1742), Franz Egon (1702–1761) und Friedrich (1685–1706) waren Domherren in Münster und Paderborn.

### Wirken
Am 16. August 1690 erhielt er vom Turnar die münstersche Dompräbende des verstorbenen Domkantors von Letmathe. Die Aufschwörung auf die Geschlechter Fürstenberg, Westphalen und Breitbach fiel auf den 5. September 1690. Von 1700 bis 1703 studierte Ferdinand Anton in Würzburg und im Anschluss daran in Prag und in Siena. Er war sehr fromm und strebte deshalb die Priesterweihe an. Am 21. Juni 1706 erhielt er ein Subdiakonat und wurde am 9. Februar 1711 zum Priester geweiht. Wegen seines schlechten Gesundheitszustandes verzichtete er im Jahre 1706 zugunsten seines Bruders Christian Franz auf die Präbende in Münster. Auf die paderborner Dompräbende, die ihm im Jahre 1703 verliehen wurde, verzichtete er zugunsten Benedikts Wilhelm von Droste zu Erwitte.